# Alphonse de Brienne
Pour les autres membres de la famille, voir Maison de Brienne.
Pour les articles homonymes, voir Brienne.
Alphonse de Brienne dit d'Acre, né vers 1227 et décédé le 25 août 1270 à Tunis durant la huitième croisade, est un noble français, grand chambrier de France de Louis IX, proche du pouvoir capétien. Il devient comte d'Eu par mariage avec l'héritière du comté, Marie d'Exoudun de la maison de Lusignan.

## Biographie

### Famille
Alphonse est le fils aîné et le troisième enfant de Jean de Brienne (v 1170-1237), roi de Jérusalem (1210-1225), empereur latin de Constantinople (1229-1237), et de sa troisième épouse Bérengère de León (v. 1204-1237), fille d'Alphonse IX de Leon (1171-1230) et de Bérengère Ire de Castille (1180-1246), sœur aînée de Blanche (1188-1252), reine de France.
Alphonse a pour demi-sœur Isabelle (1212-1228), reine de Jérusalem (1212-1228). Il a pour sœur aînée Marie de Brienne (1225-1275), mariée en 1234 à Baudouin II de Courtenay (1218-1273), empereur latin de Constantinople, et pour frères cadets Louis de Brienne dit d'Acre (♰ ap. 1285), vicomte de Beaumont, et Jean de Brienne (♰ 1296), bouteiller de France,.
Par sa grand-mère maternelle, Alphonse est apparenté aux Plantagenêt. Il est également le cousin, au second degré, des Capétiens Louis IX de France et Alphonse de Poitiers.

#### Anthroponyme
Alphonse porte le prénom de son grand-père maternel : Alphonse IX de León (1171-1230), roi de León et de Galice de 1188 à 1230.

### Enfance
Alphonse, ainsi que ses frères Louis et Jean, nommés les enfants d'Acre, grandissent à Constantinople mais passent leur vie d'adulte dans l'entourage de Louis IX à qui ils sont confiés dès 1236.

### Vie politique
En octobre 1256, son épouse Marie d'Exoudun lui lègue la châtellenie de Chizé et demande à Alphonse de Poitiers, son suzerain, de recevoir Alphonse à l'hommage.
Le 28 mai 1258, lors du traité de Paris, Louis IX choisit comme procureur pour les négociations et donc interlocuteur des émissaires d'Henri III d'Angleterre, son chambrier, Alphonse de Brienne. Guy et Geoffroy de Lusignan, cousins issus de germain de son épouse Marie, et demi-frères d'Henri III représentent le parti anglais,,,.
Veuf en 1260, Alphonse assure la régence du comté d'Eu, son fils Jean étant mineur.
En 1265, Alphonse se porte au secours de son cousin, Alphonse X, roi de Castille, dans son combat contre les Maures d'Afrique. Il fait preuve de courage et défend avec une grande réussite la foi chrétienne, ce qui lui vaut un message de congratulations de la part du pape Clément IV.

### Croisade et décès
Alphonse accompagne Louis IX de France lors de la huitième croisade. Ayant contracté, tout comme le roi, la dysenterie, il meurt le même jour que lui, le 25 août 1270,,.
Son corps, ramené en France, est inhumé aux côtés de Louis IX dans l'abbaye de Saint Denis.

## Mariage et descendance

### Marie d'Exoudun
Alphonse de Brienne épouse, vers 1250, Marie d'Exoudun (v. 1232-1260), fille et unique héritière de Raoul II d'Exoudun (v. 1207-1246), de la maison de Lusignan, seigneur d'Exoudun, comte d'Eu, et de sa seconde épouse Yolande de Dreux (1216-1239).
Ce mariage, très politique, est le fruit d'une entente entre la grand-mère de Marie, Alix d'Eu, et Blanche de Castille,,.

### Postérité
Le couple a quatre enfants:
- Jean II de Brienne (v. 1250-12 juin 1294), comte d'Eu ;
- Isabelle de Brienne (v. 1254-1302/07), épouse de Jean II de Dampierre, seigneur de Dampierre ;
- Marguerite de Brienne (v. 1257-20 mai 1310), vicomtesse de Thouars ;
- Blanche de Brienne (av. 1260-av. 1338), abbesse de Maubuisson où elle fut inhumée dans le petit chœur d'hiver de l'église abbatiale.

## Sceaux et armoiries

### Sceau [1251]
Avers : Rond, 65 mm,,.
Description : Écu portant un lion rampant (Brienne) à la bordure chargée de seize châteaux (Castille).
Légende : ✠ S' • ALPHOSI • FILII..... COMITIS AVGI
Contre-sceau,,.
Description : Écu burelé de douze pièces brisé d'un lambel de cinq pendants.
Légende : Détruite.

### Sceau [1269]
Avers : Mutilé,.
Description : Equestre à droite, cavalier en cotte ; la housse aux armes : lion contourné (Brienne).
Légende : Aucune.
Contre-sceau : Rond,.
Description : Ecu burelé de dix pièces, au lambel de cinq pendants (Lusignan-Exoudun) ; surmonté dans le champ d'une fleur de lis dans le champ et accosté, à dextre, d'un château, à senestre, d'une aigrette.
Légende : ✠ CAMERARII • REGNI.....IE

### Sceau [1270]
Avers : Rond,,.
Description : Equestre à droite, le cheval au galop ; haubert sous la cotte ; l'écu, vu de trois quarts semé de billettes au lion, et la housse aux armes : semé de billettes aux lions contournés (Brienne).
Légende : Aucune / détruite.
Contre-sceau : Rond,,.
Description : Ecu burelé de douze pièces, au lambel de cinq pendants (Lusignan-Exoudun) ; surmonté dans le champ d'une fleur de lis dans le champ et accosté, à dextre, d'un château, à senestre, d'une aigrette.
Légende : ✠ CAMERARII REGNI FRANCIE
Légende traduite : Chambrier du royaume de France.

### Armoiries [1251]
| Blason | Blasonnement : Écu d'azur au lion rampant d'or à la bordure de gueules chargée de seize châteaux d'or Commentaires : Blason d'Alphonse de Brienne, comte d'Eu, d'après l'empreinte d'un sceau de 1251. |

Références,,
| Blason | Blasonnement : Écu burelé d'argent et d'azur de douze pièces brisé d'un lambel de cinq pendants de gueules Commentaires : Blason d'Alphonse de Brienne, comte d'Eu, d'après l'empreinte d'un contre-sceau de 1251. |

Références,,

### Armoiries [1269]
| Blason | Blasonnement : Écu burelé d'azur et d'argent de dix pièces brisé d'un lambel de quatre pendants de gueules Commentaires : Blason d'Alphonse de Brienne, grand chambrier de France, d'après l'empreinte d'un contre-sceau de 1269 dessinée par Dom Fonteneau au XVIIIe siècle. |

Références,

### Armoiries [1270]
| Blason | Blasonnement : Écu d’azur semé de billettes d’or au lion rampant du même brochant sur le tout Commentaires : Blason d'Alphonse de Brienne, grand chambrier de France, d'après l'empreinte d'un sceau de 1270. |

Références,,
| Blason | Blasonnement : Écu burelé d'argent et d'azur de douze pièces brisé d'un lambel de cinq pendants de gueules Commentaires : Blason d'Alphonse de Brienne, grand chambrier de France, d'après l'empreinte d'un contre-sceau de 1270 dessinée par Dom Fonteneau au XVIIIe siècle. |

Références,,

## Sources et bibliographie

### Sources diplomatiques
- « Chronique des comtes d'Eu, depuis 1130 jusqu'à 1390 », Recueil des historiens des Gaules et de la France, éd. Natalis de Wailly, Léopold Delisle et Charles Jourdain, t. XXIII, Paris, H. Welter, 1894, p. 439-448. [lire en ligne]

### Sources sigillographiques
- SIGILLA : base numérique des sceaux conservés en France, « Alphonse de Brienne : Comte d'Eu, Seigneur de Chizé, Seigneur de Civray », sur sigilla.irht.cnrs.fr, Cnrs / IRHT. [lire en ligne]